# Hendrik Vuye
Hendrik Vuye (* 22. Januar 1962 in Ronse) ist ein belgischer Rechtswissenschaftler und Politiker. Vuye ist Professor für Verfassungsrecht an verschiedenen belgischen Universitäten. In die Politik stieg er zunächst als Berater für die Nieuw-Vlaamse Alliantie (N-VA) in Verfassungsfragen ein. Anlässlich der Föderalwahlen vom 25. Mai 2014 wurde er für dieselbe Partei in die föderale Abgeordnetenkammer gewählt. Nach einem Zerwürfnis mit der Parteispitze verließ Vuye am 21. September 2016 die N-VA und tagt seitdem als unabhängiger Abgeordneter.

## Leben
Hendrik Vuye kam in Ronse, einer Gemeinde mit Spracherleichterungen, zur Welt. Nachdem er sein Abitur an einem Kolleg in Geraardsbergen erlangte, studierte er Rechtswissenschaften, Kriminologie und Philosophie an der Katholieke Universiteit Leuven (KUL) und promovierte dort im Jahr 1993 zum Doktor der Rechtswissenschaften. An der Universität Löwen lernte er auch seine künftige Frau Sophie Stijns, heute Universitätsprofessorin für Vertragsrecht, kennen.
Vuye arbeitete zunächst von 1990 bis 1997 als Rechtsanwalt in Löwen. Seit 1993 unterrichtet er Verfassungsrecht an der französischsprachigen Universität von Namur (UNamur). Von 1996 bis 2008 dozierte Hendrik Vuye auch an der Universität Antwerpen (UA) und von 2007 bis 2009 an der Universität Hasselt (UHasselt). Gleichzeitig schrieb er für mehrere flämische Tageszeitungen regelmäßige Kolumnen.
Seinen Einstieg in die Politik machte Vuye im Jahr 2010, als er an den Verhandlungen zur sechsten belgischen Staatsreform zwischen der flämischen Nieuw-Vlaamse Alliantie (N-VA) unter der Führung von Bart De Wever und der frankophonen Parti Socialiste (PS) mit ihrem Vorsitzenden Elio Di Rupo als Experte der N-VA für Verfassungsfragen teilnahm. Die Tatsache, dass Vuye einerseits die flämisch-nationalistische Partei beriet, die offen für die Unabhängigkeit Flanderns wirbt, und andererseits an einer französischsprachigen Universität das Fach Verfassungsrecht unterrichtet, brachte ihm teils heftige Kritik seitens der frankophonen Medien und anderer Universitätsprofessoren ein. Vuye widersprach den Kritiken und wies darauf hin, dass er bei seinen Studenten weiterhin sehr beliebt bleibe. Auch auf frankophoner Seite erhoben sich Stimmen, um die Kritik an Vuye mit einem Hinweis auf das Recht auf freie Meinungsäußerung und die akademische Freiheit zurückzuweisen.
Bei den Föderalwahlen vom 25. Mai 2014 zog Hendrik Vuye für die N-VA in die Abgeordnetenkammer ein. Dort nahm er zunächst die Funktion des Fraktionsvorsitzenden der N-VA in der Kammer wahr, bevor er jedoch im Januar 2016 von Peter De Roover (N-VA) abgelöst wurde. Zeitgleich beauftragte die Partei Hendrik Vuye und Veerle Wouters (N-VA) unter dem Namen Objectief V mit der Errichtung einer eigenen Denkfabrik, die sich mit Überlegungen zur Unabhängigkeit Flanderns befassen sollte.
Nachdem Parteivorsitzender De Wever im September 2016 andeutete, dass die N-VA möglicherweise auch nach den Föderalwahlen von 2019 einer Regierung beitreten könnte, ohne auf weitere Autonomiezugeständnisse für Flandern zu bestehen, kritisierten Vuye und Wouters diese Haltung und drohten mit einem Parteiausstieg. Als Reaktion hierauf beschloss die N-VA, die beiden Abgeordneten von den Führungsgremien der Partei auszuschließen. Nachdem eine Vermittlung fehlschlug, traten Vuye und Wouters schließlich am 21. September aus der N-VA und tagen seitdem als unabhängige Abgeordnete unter dem Namen V-Kamerliden in der Kammer.